# 名張町
名張町（なばりちょう）は、三重県名賀郡にあった町。現在の名張市の概ね北半および南西端にあたる。現在の名張市とは別の自治体である。

## 地理
- 山岳：高塚山、茶臼山
- 河川：名張川、宇陀川

## 歴史
- 1880年（明治13年） - 梁瀬村が改称して名張村となる。
- 1889年（明治22年）4月1日 - 町村制の施行により、名張村の区域をもって名張郡名張町が発足。
- 1896年（明治29年）4月1日 - 所属郡が名賀郡に変更。
- 1942年（昭和17年）5月5日 - 蔵持村・薦原村・箕曲村（第1次）を編入。
- 1949年（昭和24年）8月1日 - 大字夏見・中村・瀬古口・青蓮寺・中知山が分立して箕曲村（第2次）が発足。
- 1951年（昭和26年）4月1日 - 美濃波多村・比奈知村・錦生村を編入。
- 1954年（昭和29年）3月31日 - 滝川村・箕曲村（第2次）・国津村と合併して名張市が発足。同日名張町廃止。

## 交通

### 鉄道路線
- 近畿日本鉄道
  - 大阪線
    - 名張駅 - 美旗駅

  - 伊賀線
    - 美旗新田駅 - 西原駅 - 蔵持駅 - 八丁駅 - 西名張駅

現在は旧町域に大阪線の桔梗が丘駅が所在するが、当時は未開業。

### 道路
- 国道165号